# Anja Valant
Anja Valant, nach Heirat Anja Velepec (* 8. September 1977 in Celje), ist eine ehemalige slowenische Leichtathletin.

## Sportliche Karriere
Die 1,83 Meter große Athletin startete für AD Kladivar in Celje. Sie gewann den slowenischen Meistertitel im Dreisprung 1995 sowie von 1997 bis 2000. 2000 siegte sie außerdem im Weitsprung.
Bei den Junioreneuropameisterschaften 1995 belegte sie mit 13,54 Meter den fünften Platz im Dreisprung. Im Jahr darauf wurde sie mit 13,49 Meter Fünfte bei den Juniorenweltmeisterschaften 1996. Sie lag einen Zentimeter hinter der Gewinnerin der Bronzemedaille.
Bei den Halleneuropameisterschaften 1996 in Stockholm belegte sie den elften Platz mit 13,35 Meter. 1997 wurde sie mit 13,31 Meter Fünfte im Dreisprung und mit 5,93 Siebte im Weitsprung bei den Mittelmeerspielen in Bari. Bei den U23-Europameisterschaften in Helsinki erreichte sie mit 6,11 Meter den elften Platz im Weitsprung. Im Dreisprung gewann die Rumänin Cristina Nicolau mit 14,22 Meter vor Anja Valant mit 13,98 Meter. Bei den Weltmeisterschaften 1997 in Athen und bei der Universiade in Catania trat sie ebenfalls in beiden Disziplinen an, schied aber jeweils in der Qualifikation aus. Im Jahr darauf scheiterte Valant auch bei den Europameisterschaften in Budapest zweimal in der Qualifikation.
Bei der Universiade 1999 in Palma de Mallorca belegte Valant mit windunterstützten 13,92 Meter den siebten Platz. Drei Wochen später wurde sie mit 14,29 Meter Vierte bei den U23-Europameisterschaften 1999 in Götebirg. 2000 bei den Olympischen Spielen in Sydney sprang Valant in der Qualifikation mit 14,36 Meter die viertbeste Weite. Im Vorkampf erreichte sie 13,59 Meter und damit den neunten Rang. 2001 bei den Hallenweltmeisterschaften in Lissabon ersprang Valant mit 13,84 Meter den siebten Platz.

## Bestleistungen
(Angaben nach World Athletics)
- Weitsprung: 6,51 Meter am 6. September 1998 in Dolenjske Toplice
- Dreisprung: 14,69 Meter am 4. Juni 2000 in Kalamata